# Michel Pavon
Michel Pavon (ur. 7 listopada 1968 w La Ciotat) – francuski piłkarz pochodzenia hiszpańskiego występujący na pozycji pomocnika, a także trener.

## Kariera piłkarska
Pavon karierę rozpoczynał w 1986 roku w pierwszoligowym zespole Toulouse FC. W Division 1 zadebiutował 8 listopada 1986 w wygranym 3:2 meczu z Paris Saint-Germain, a 17 grudnia 1986 w wygranym 2:0 spotkaniu ze Stade Lavallois strzelił swojego pierwszego gola w lidze. W sezonie 1986/1987 zajął z klubem 3. miejsce w Division 1. Zawodnikiem Toulouse był do 1994 roku. Następnie odszedł do także pierwszoligowego Montpellier HSC, którego barwy reprezentował przez dwa lata.
W 1996 roku przeszedł do Girondins Bordeaux (Division 1). Pierwszy ligowy mecz rozegrał tam 11 sierpnia 1996 przeciwko Le Havre AC (1:0). W sezonie 1998/1999 wraz z zespołem zdobył mistrzostwo Francji. W kolejnym sezonie rozegrał 9 spotkań w Lidze Mistrzów, a 7 marca 2000 w przegranym 1:2 meczu z Manchesterem United zdobył swoją jedyną bramkę w europejskich pucharach.
W 2000 roku odszedł do hiszpańskiego Realu Betis, grającego w Segunda División. Spędził tam sezon 2000/2001, po którym zakończył karierę.

## Statystyki
| Rozgrywki        | Poziom | Kraj      | Mecze | Bramki |
| ---------------- | ------ | --------- | ----- | ------ |
| Division 1       | I      | Francja   | 379   | 41     |
| Segunda División | II     | Hiszpania | 10    | 0      |
| Liga Mistrzów    | –      | –         | 9     | 1      |
| Puchar UEFA      | –      | –         | 12    | 0      |

## Kariera trenerska
24 października 2003 Pavon zastąpił Élie Baupa na stanowisku trenera Girondins Bordeaux. W roli tej zadebiutował 25 października w zremisowanym 0:0 meczu rozgrywek Ligue 1 przeciwko OGC Nice. W sezonie 2003/2004 zespół Bordeaux osiągnął 1/4 finału Pucharu UEFA, eliminując po drodze Heart of Midlothian FC, Dyskobolię Grodzisk Wielkopolski oraz Club Brugge, a odpadając z Valencią. Bordeaux trenował do końca sezonu 2004/2005. Poprowadził go w 79 meczach, włączając w to rozgrywki Ligue 1, Puchar Francji, Puchar Ligi Francuskiej oraz Puchar UEFA. Zanotował 26 zwycięstw, 27 remisów oraz 26 porażek. Został zastąpiony przez Ricardo Gomesa.
W latach 2010–2011 ponownie pracował w Bordeaux, tym razem jako asystent Jeana Tigany. Następnie samodzielnie prowadził drużyny ES Blanquefort (V liga), FC Libourne (VI liga) oraz AS Cannes (V liga).

## Życie prywatne
Pavon jest synem hiszpańskiego piłkarza, Pépito Pavona. W latach 1960–1964 był on zawodnikiem Olympique Marsylia, a w sezonie 1962/1963 rozegrał 8 spotkań w Division 1. Pozostałe sezony spędził z klubem w Division 2.